# Handley Page
Handley Page Ltd var en brittisk flygplanstillverkare, mest känd för sina bombflygplan och passagerarflygplan.
Företaget grundades i juni 1909 av Sir Frederick Handley Page. Under första världskriget tillverkades bombflygplanet Handley Page 0/400 som var ett av dåtidens största stridsflygplan. Under mellankrigstiden tillverkade man även passagerarflygplan och under andra världskriget producerades bombflygplanet Handley Page Halifax i 6176 exemplar. I juni 1948 tog Handley Page över  Miles Aircraft.
Handley Page lades ner 1970.

## Flygplanstyper (urval)
- Handley Page 0/400 - bombflygplan
- Handley Page V/1500 - bombflygplan
- Handley Page H.P.42 - frakt- och passagerarflyg biplan
- Handley Page Halifax - bombflygplan
- Handley Page Hampden - bombflygplan
- Handley Page Harrow - bombflygplan
- Handley Page Hastings - transportflygplan
- Handley Page Herald - passagerarflygplan
- Handley Page Hereford - bombflygplan
- Handley Page Hermes - passagerarflygplan
- Handley Page Heyford - bombflygplan
- Handley Page Hinaidi - bombflygplan
- Handley Page Jetstream - passagerarflygplan
- Handley Page Marathon - transportflygplan
- Handley Page Victor - bombflygplan

## Källhänvisningar